# لين أرنولد
لين أرنولد (بالإنجليزية: Lynn Maurice Ferguson Arnold)‏ هو كاهن انجليكاني ومسير أعمال وسياسي أسترالي وجنوب أفريقي، ولد في 27 يناير 1949 في ديربان في جنوب أفريقيا. حزبياً، نشط في حزب العمال الأسترالي (فرع جنوب أستراليا) ‏.

## مناصب
- انتخب Leader of the Australian Labor Party (SA Branch) ‏ (1992 – 1994).
- انتخب زعيم المعارضة [الإنجليزية]‏ (14 ديسمبر 1993 – 20 سبتمبر 1994).
- انتخب Minister of Multicultural and Ethnic Affairs ‏ (1 أكتوبر 1992 – 14 ديسمبر 1993).
- انتخب Minister of Economic Development ‏ (1 أكتوبر 1992 – 14 ديسمبر 1993).
- انتخب Minister for State Development ‏ (4 سبتمبر 1992 – 1 أكتوبر 1992).
- انتخب Minister of Industry, Trade and Technology ‏ (14 ديسمبر 1989 – 1 أكتوبر 1992).
- انتخب وزير الثروة السمكية (20 أبريل 1989 – 1 أكتوبر 1992).
- انتخب Minister of Ethnic Affairs ‏ (20 أبريل 1989 – 1 أكتوبر 1992).
- انتخب وزير الزراعة (20 أبريل 1989 – 1 أكتوبر 1992).
- انتخب Minister of State Development and Technology ‏ (28 أغسطس 1986 – 14 ديسمبر 1989).
- انتخب Minister of Employment and Further Education ‏ (18 ديسمبر 1985 – 20 أبريل 1989).
- انتخب Minister for State Development ‏ (18 ديسمبر 1985 – 28 أغسطس 1986).
- انتخب Minister of Employment ‏ (16 يوليو 1985 – 18 ديسمبر 1985).
- انتخب Minister of Children's Services ‏ (6 يونيو 1985 – 18 ديسمبر 1985).
- انتخب وزير التقانة (10 نوفمبر 1982 – 28 أغسطس 1986).
- انتخب وزير التعليم (10 نوفمبر 1982 – 18 ديسمبر 1985).
- انتخب Minister assisting the Minister of State Development ‏ (1985 – 1985).
- انتخب عضو مجلس النواب جنوب أستراليا من الجمعية عن دائرة Electoral district of Salisbury (South Australia) [الإنجليزية]‏ وقد انضم خلال فترته النيابية (15 سبتمبر 1979 – 6 ديسمبر 1985)  للكتلة البرلمانية حزب العمال الأسترالي (فرع جنوب أستراليا) [الإنجليزية]‏.
- انتخب عضو مجلس النواب جنوب أستراليا من الجمعية عن دائرة Electoral district of Ramsay [الإنجليزية]‏ وقد انضم خلال فترته النيابية (7 ديسمبر 1985 – 24 نوفمبر 1989)  للكتلة البرلمانية حزب العمال الأسترالي (فرع جنوب أستراليا) [الإنجليزية]‏.
- في 1993 South Australian state election [الإنجليزية]‏، انتخب عضو مجلس النواب جنوب أستراليا من الجمعية عن دائرة Electoral district of Taylor [الإنجليزية]‏ وقد انضم خلال فترته النيابية ‏ (11 ديسمبر 1993 – 5 نوفمبر 1994)  للكتلة البرلمانية حزب العمال الأسترالي (فرع جنوب أستراليا) [الإنجليزية]‏.
- انتخب رئيس وزراء جنوب أستراليا ‏ (4 سبتمبر 1992 – 14 ديسمبر 1993).